# Sodalitas Litteraria Vistulana
Sodalitas Litteraria Vistulana (pol. Nadwiślańskie Towarzystwo Literackie) – towarzystwo naukowe założone przez Konrada Celtisa w Krakowie w 1489 roku.
Do towarzystwa należeli wykładowcy i studenci  Akademii Krakowskiej, przedstawiciele krakowskiego patrycjatu i w niewielkim stopniu otoczenia dworu królewskiego. Członkami byli m.in. Wojciech Brudzewski, Filip Kallimach, Stanisław Selig, profesor Akademii czy Jan Ber, lekarz i autor  humanistycznego podręcznika pisania listów.
Zebrania towarzyskie, na których prowadzono dyskusje, były głównym objawem działania Stowarzyszenia. Do obrad dopuszczano również kobiety. Obowiązywały na nich nowsze konwencje towarzyskie, na tle późnośredniowiecznej i wczesnorenesansowej Polski.